# 蓝桥 (圣彼得堡)

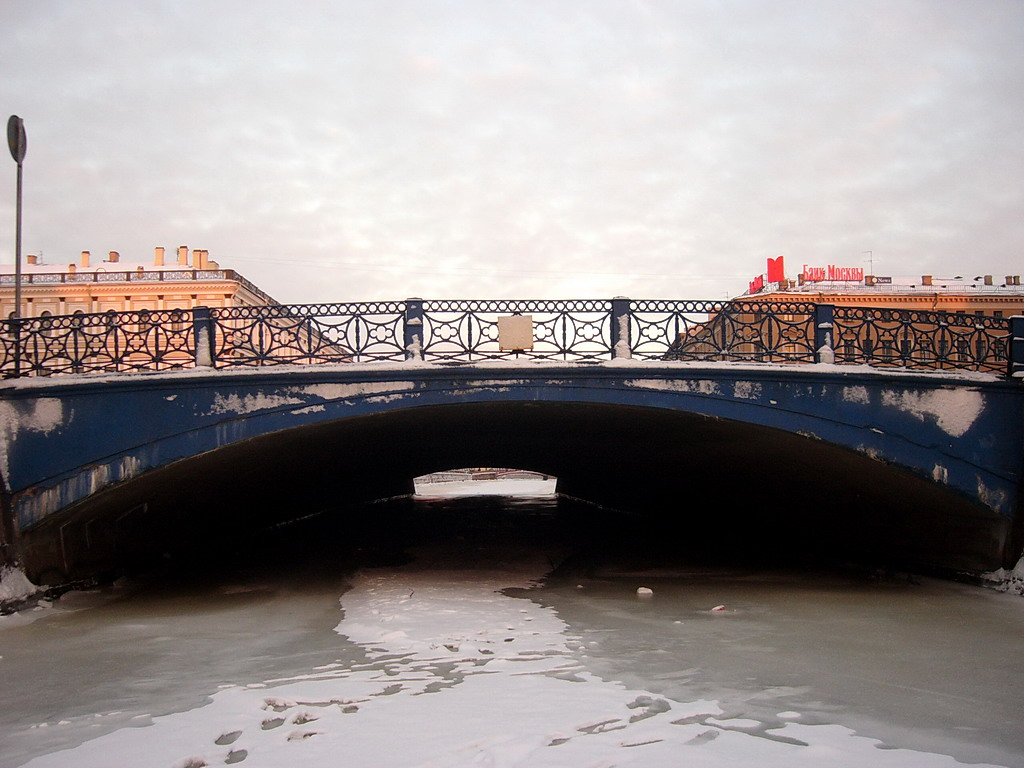
蓝桥

蓝桥（羅馬化：Siny most）是俄罗斯圣彼得堡的一座跨莫伊卡河的桥梁，宽97.3米，跨度41米。蓝桥是圣彼得堡最宽的桥梁，有时号称是世界最宽的桥（但是未被吉尼斯世界纪录承认）。
蓝桥位于该市中心的圣以撒广场，马林斯基宫前面。第一座铸铁桥在1805年由建筑师William Heste设计，并于1818年建成。1842年至1844年，该桥北侧加宽，达到97.3米，与毗邻的圣以撒广场同样宽度。今天，蓝桥的大部份作为停车场。 
蓝桥得名于它的色彩。19世纪有一个传统，以颜色命名跨越莫伊卡河的桥梁。今天只有四座彩色的桥梁还存在，另外三座分别是红桥、绿桥和黄桥。其中三座还保持原名，只是黄桥已经更名为歌手桥。